# Weihnachtspaketverkehr

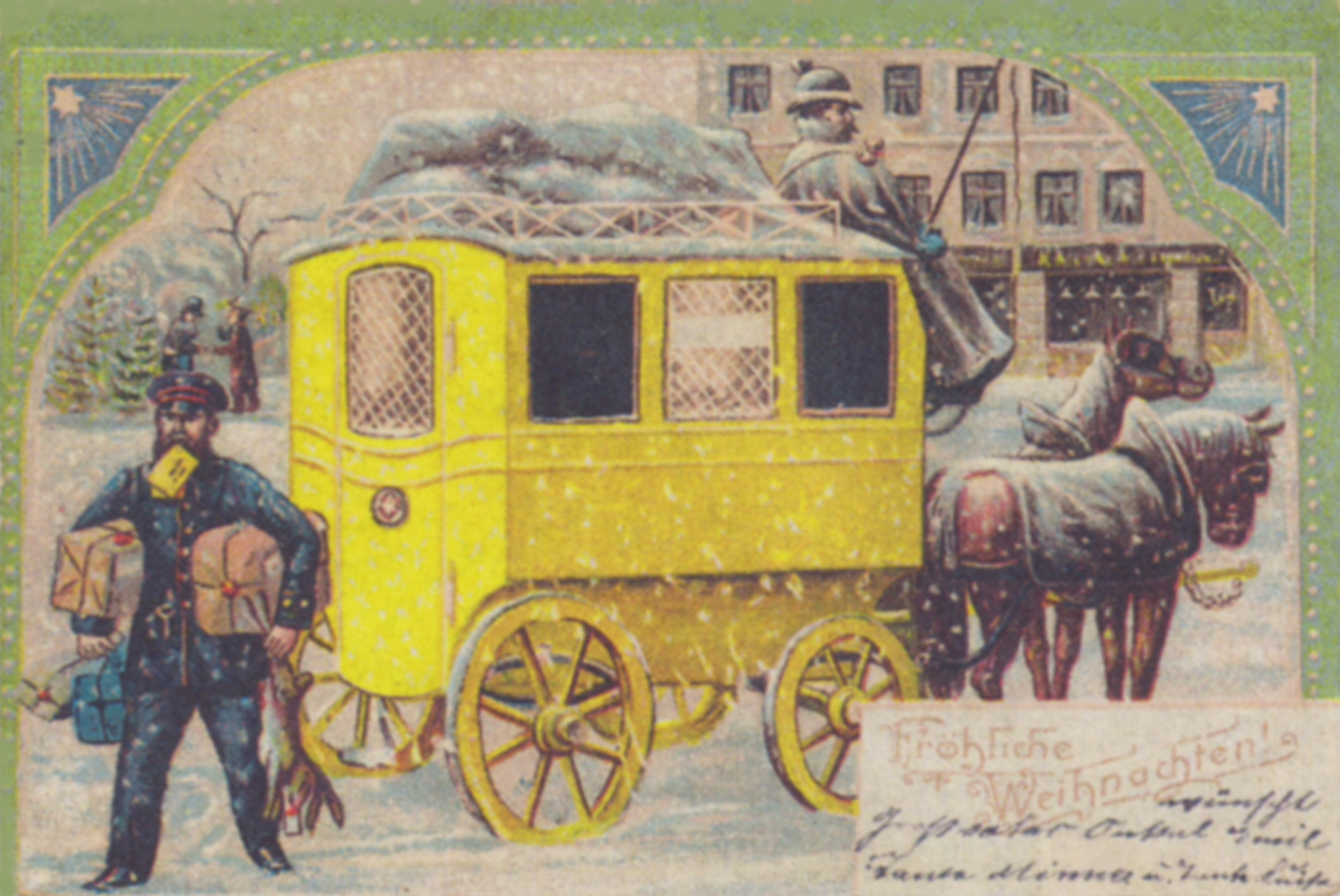
Postkutsche und bepackter Postzusteller, Weihnachtskarte von 1904

Mit dem Weihnachtspaketverkehr wird von den Postunternehmen die Beförderungsspitze zum alljährlichen Weihnachtsfest bezeichnet. Dieses Anschwellen des Paketverkehrs hat zur Folge, dass besondere Vorkehrungen zur Bewältigung der Paketmassen erforderlich sind.

## Geschichte

### Vor 1900
Bereits in einer Ausgabe der Zeitschrift Archiv für Post und Telegraphie wird 1893 der Weihnachtspaketverkehr in einem Artikel gewürdigt. Darin heißt es: 

„Die Zahl der bei den Postanstalten des Reichs-Postgebiets eingegangen Pakete betrug für die Zeit vom 19. bis 25. November 1892 2.267.200 (1891: 2.149.913), für die Zeit vom 19. bis 25. Dezember 1892 dagegen 4.570.616 Stück; mithin berechnete sich der Weihnachtsverkehr auf 2.303.416 Stück gegenüber 2.148.417 Stück im Vorjahr und die Steigerung gegen den gewöhnlichen Paketverkehr auf 101,60 % gegen 99,93 % von 1891, also waren es 1892 1,67 Prozentpunkte mehr.“

Wie der Weihnachtsverkehr 1892 auf die einzelnen Bezirke sich verteilt geht aus der nachfolgenden Zusammenstellung hervor:

Im Vergleich mit dem gewöhnlichen Verkehr schwankte die Verkehrssteigerung für die einzelnen Bezirke zwischen 53,45 % und 180,27 % (1892) gegen 39,33 % und 176,58 % im Vorjahr 1891.
Die schwächste Steigerung entfiel auf die Bezirke:
- Aachen mit 53,45 %
- Münster mit 62,61 %
- Cöln (Rhein) mit 66,95 %
- Oppeln mit 69,13 %
- Trier mit 71,19 %
- Düsseldorf mit 71,57 %
- Straßburg mit 73,73 %

die stärkste Zunahme dagegen auf die Bezirke:
- Schwerin (Meckl.) mit 180,27 %
- Stettin mit 142,98 %
- Kiel mit 138,91 %
- Cassel mit 134,04 %
- Hamburg mit 130,14 %
- Potsdam mit 125,24 %

23 Bezirke wiesen in dem Prozentsatz der Verkehrssteigerung während der Weihnachtszeit gegen das Vorjahr eine Erhöhung, die übrigen 17 Bezirke eine Verminderung auf.
Die Vermehrung betrug
- bis zu 5 % in den Bezirken: Bromberg, Cassel, Darmstadt, Erfurt, Frankfurt (Main), Hamburg, Konstanz, Magdeburg, Oldenburg, Schwerin (Meckl.) und Stettin.
- über 5 bis 10 % in den Bezirken: Arnsberg, Berlin, Braunschweig, Coblenz, Gumbinnen, Kiel, Münster
- über 10 bis 15 % in den Bezirken: Aachen, Cöln (Rhein), Düsseldorf, Karlsruhe (Baden) und Trier.

Die Verminderung berechnet sich
- bis zu 5 % für die Bezirke: Breslau, Danzig, Halle (Saale), Königsberg (Preußen), Liegnitz, Metz, Minden und Potsdam.
- über 5 bis 10 % für die Bezirke: Cöslin, Dresden, Frankfurt (Oder), Hannover, Leipzig, Oppeln und Posen.
- über 10 bis 15 % für die Bezirke: Bremen und Straßburg (Els.)[3]

| Der Post-Päckereiverkehr im Reichs-Postgebiet während der Weihnachtszeit 1892. \| Oberpostdirektion \| Pakete vom 19. bis 25. November 1892 \| Pakete vom 19. bis 25. Dezember 1892 \| Mithin entfallen auf den Weihnachtsverkehr 1892 \| Steigerung gegen den gewöhnlichen Verkehr 1892 \| Die Steigerung betrug 1891 \| \| -------------------- \| ------------------------------------ \| ------------------------------------ \| ----------------------------------------------- \| ---------------------------------------------- \| -------------------------- \| \| Aachen \| 26.424 \| 40.549 \| 14.125 \| 53,46 % \| 39,33 % \| \| Arnsberg \| 74.147 \| 143.680 \| 69.533 \| 93,78 % \| 84,53 % \| \| Berlin \| 171.353 \| 340.635 \| 169.282 \| 98,79 % \| 89,10 % \| \| Braunschweig \| 39.491 \| 87.283 \| 47.792 \| 121,02 % \| 113,82 % \| \| Bremen \| 28.310 \| 61.939 \| 33.629 \| 118,79 % \| 133,64 % \| \| Breslau \| 82.117 \| 157.656 \| 75.539 \| 91,99 % \| 92,90 % \| \| Bromberg \| 31.386 \| 61.090 \| 29.704 \| 94,64 % \| 92,28 % \| \| Cassel \| 35.919 \| 84.065 \| 48.146 \| 134,04 % \| 129,20 % \| \| Coblenz \| 31.159 \| 62.595 \| 31.436 \| 100,89 % \| 94,26 % \| \| Cöln (Rhein) \| 68.438 \| 114.262 \| 45.824 \| 66,96 % \| 55,18 % \| \| Cöslin \| 20.020 \| 43.616 \| 23.596 \| 117,86 % \| 123,93 % \| \| Danzig \| 49.441 \| 94.446 \| 45.005 \| 91,03 % \| 91,26 % \| \| Darmstadt \| 49.475 \| 99.265 \| 49.790 \| 100,64 % \| 96,60 % \| \| Dresden \| 84.378 \| 182.381 \| 98.003 \| 116,15 % \| 125,58 % \| \| Düsseldorf \| 130.076 \| 223.179 \| 93.103 \| 71,58 % \| 61,46 % \| \| Erfurt \| 88.693 \| 182.976 \| 94.283 \| 106,30 % \| 103,11 % \| \| Frankfurt (Main) \| 66.496 \| 137.119 \| 70.623 \| 106,21 % \| 101,93 % \| \| Frankfurt (Oder) \| 51.845 \| 111.649 \| 59.804 \| 115,35 % \| 123,00 % \| \| Gumbinnen \| 27.355 \| 53.625 \| 26.270 \| 96,03 % \| 88,30 % \| \| Halle (Saale) \| 53.991 \| 116.217 \| 62.226 \| 115,25 % \| 117,57 % \| \| Hamburg \| 88.194 \| 202.938 \| 114.744 \| 130,10 % \| 126,52 % \| \| Hannover \| 55.647 \| 116.487 \| 60.840 \| 109,33 % \| 114,91 % \| \| Karlsruhe (Baden) \| 47.308 \| 103.933 \| 56.625 \| 119,69 % \| 106,42 % \| \| Kiel \| 50.386 \| 120.380 \| 69.994 \| 138,92 % \| 132,43 % \| \| Königsberg (Preußen) \| 50.261 \| 98.951 \| 48.690 \| 96,87 % \| 98,92 % \| \| Konstanz \| 33.817 \| 65.795 \| 31.978 \| 94,56 % \| 90,16 % \| \| Leipzig \| 159.425 \| 294.814 \| 135.389 \| 84,92 % \| 94,49 % \| \| Liegnitz \| 46.370 \| 100.927 \| 54.557 \| 117,66 % \| 122,56 % \| \| Magdeburg \| 76.030 \| 153.460 \| 77.430 \| 101,84 % \| 101,20 % \| \| Metz \| 31.200 \| 57.627 \| 26.427 \| 84,70 % \| 85,30 % \| \| Minden (Westf.) \| 34.214 \| 69.428 \| 35.214 \| 102,92 % \| 107,75 % \| \| Münster (Westf.) \| 24.727 \| 40.209 \| 15.482 \| 62,61 % \| 56,19 % \| \| Oldenburg \| 33.835 \| 75.298 \| 41.463 \| 122,54 % \| 118,57 % \| \| Oppeln \| 52.544 \| 88.870 \| 36.326 \| 69,13 % \| 74,74 % \| \| Posen \| 38.785 \| 72.542 \| 33.757 \| 87,04 % \| 93,28 % \| \| Potsdam \| 66.477 \| 149.730 \| 83.253 \| 125,24 % \| 127,18 % \| \| Schwerin (Meckl.) \| 36.907 \| 103.438 \| 66.531 \| 180,27 % \| 176,58 % \| \| Stettin \| 45.524 \| 110.613 \| 65.089 \| 142,98 % \| 141,55 % \| \| Straßburg (Els.) \| 54.171 \| 94.114 \| 39.943 \| 73,74 % \| 85,46 % \| \| Trier \| 30.864 \| 52.835 \| 21.971 \| 71,19 % \| 60,92 % \| \| Zusammen \| 2.267.200 \| 4.570.616 \| 2.303.416 \| 101,60 % \| 99,93 % \| |                                      |                                      |                                                 |                                                |                            |
| Oberpostdirektion | Pakete vom 19. bis 25. November 1892 | Pakete vom 19. bis 25. Dezember 1892 | Mithin entfallen auf den Weihnachtsverkehr 1892 | Steigerung gegen den gewöhnlichen Verkehr 1892 | Die Steigerung betrug 1891 |
| Aachen | 26.424                               | 40.549                               | 14.125                                          | 53,46 %                                        | 39,33 %                    |
| Arnsberg | 74.147                               | 143.680                              | 69.533                                          | 93,78 %                                        | 84,53 %                    |
| Berlin | 171.353                              | 340.635                              | 169.282                                         | 98,79 %                                        | 89,10 %                    |
| Braunschweig | 39.491                               | 87.283                               | 47.792                                          | 121,02 %                                       | 113,82 %                   |
| Bremen | 28.310                               | 61.939                               | 33.629                                          | 118,79 %                                       | 133,64 %                   |
| Breslau | 82.117                               | 157.656                              | 75.539                                          | 91,99 %                                        | 92,90 %                    |
| Bromberg | 31.386                               | 61.090                               | 29.704                                          | 94,64 %                                        | 92,28 %                    |
| Cassel | 35.919                               | 84.065                               | 48.146                                          | 134,04 %                                       | 129,20 %                   |
| Coblenz | 31.159                               | 62.595                               | 31.436                                          | 100,89 %                                       | 94,26 %                    |
| Cöln (Rhein) | 68.438                               | 114.262                              | 45.824                                          | 66,96 %                                        | 55,18 %                    |
| Cöslin | 20.020                               | 43.616                               | 23.596                                          | 117,86 %                                       | 123,93 %                   |
| Danzig | 49.441                               | 94.446                               | 45.005                                          | 91,03 %                                        | 91,26 %                    |
| Darmstadt | 49.475                               | 99.265                               | 49.790                                          | 100,64 %                                       | 96,60 %                    |
| Dresden | 84.378                               | 182.381                              | 98.003                                          | 116,15 %                                       | 125,58 %                   |
| Düsseldorf | 130.076                              | 223.179                              | 93.103                                          | 71,58 %                                        | 61,46 %                    |
| Erfurt | 88.693                               | 182.976                              | 94.283                                          | 106,30 %                                       | 103,11 %                   |
| Frankfurt (Main) | 66.496                               | 137.119                              | 70.623                                          | 106,21 %                                       | 101,93 %                   |
| Frankfurt (Oder) | 51.845                               | 111.649                              | 59.804                                          | 115,35 %                                       | 123,00 %                   |
| Gumbinnen | 27.355                               | 53.625                               | 26.270                                          | 96,03 %                                        | 88,30 %                    |
| Halle (Saale) | 53.991                               | 116.217                              | 62.226                                          | 115,25 %                                       | 117,57 %                   |
| Hamburg | 88.194                               | 202.938                              | 114.744                                         | 130,10 %                                       | 126,52 %                   |
| Hannover | 55.647                               | 116.487                              | 60.840                                          | 109,33 %                                       | 114,91 %                   |
| Karlsruhe (Baden) | 47.308                               | 103.933                              | 56.625                                          | 119,69 %                                       | 106,42 %                   |
| Kiel | 50.386                               | 120.380                              | 69.994                                          | 138,92 %                                       | 132,43 %                   |
| Königsberg (Preußen) | 50.261                               | 98.951                               | 48.690                                          | 96,87 %                                        | 98,92 %                    |
| Konstanz | 33.817                               | 65.795                               | 31.978                                          | 94,56 %                                        | 90,16 %                    |
| Leipzig | 159.425                              | 294.814                              | 135.389                                         | 84,92 %                                        | 94,49 %                    |
| Liegnitz | 46.370                               | 100.927                              | 54.557                                          | 117,66 %                                       | 122,56 %                   |
| Magdeburg | 76.030                               | 153.460                              | 77.430                                          | 101,84 %                                       | 101,20 %                   |
| Metz | 31.200                               | 57.627                               | 26.427                                          | 84,70 %                                        | 85,30 %                    |
| Minden (Westf.) | 34.214                               | 69.428                               | 35.214                                          | 102,92 %                                       | 107,75 %                   |
| Münster (Westf.) | 24.727                               | 40.209                               | 15.482                                          | 62,61 %                                        | 56,19 %                    |
| Oldenburg | 33.835                               | 75.298                               | 41.463                                          | 122,54 %                                       | 118,57 %                   |
| Oppeln | 52.544                               | 88.870                               | 36.326                                          | 69,13 %                                        | 74,74 %                    |
| Posen | 38.785                               | 72.542                               | 33.757                                          | 87,04 %                                        | 93,28 %                    |
| Potsdam | 66.477                               | 149.730                              | 83.253                                          | 125,24 %                                       | 127,18 %                   |
| Schwerin (Meckl.) | 36.907                               | 103.438                              | 66.531                                          | 180,27 %                                       | 176,58 %                   |
| Stettin | 45.524                               | 110.613                              | 65.089                                          | 142,98 %                                       | 141,55 %                   |
| Straßburg (Els.) | 54.171                               | 94.114                               | 39.943                                          | 73,74 %                                        | 85,46 %                    |
| Trier | 30.864                               | 52.835                               | 21.971                                          | 71,19 %                                        | 60,92 %                    |
| Zusammen | 2.267.200                            | 4.570.616                            | 2.303.416                                       | 101,60 %                                       | 99,93 %                    |

### 1900 bis 1945

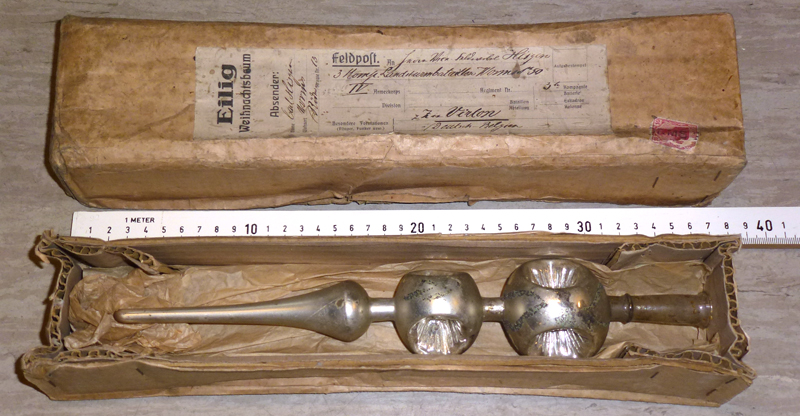
Feldpost-Päckchen aus dem Ersten Weltkrieg von Worms nach Virton. Inhalt: eine Weihnachtsbaumspitze.

Im Dezember 1917 empfahl die österreichische Reichspost-Zeitung „die Auslieferung der Weihnachtspakete nicht erst in den letzten Tagen vor Weihnachten, sondern je eher desto besser vorzunehmen“.
Bereits in der ersten Dezemberhälfte zeigte sich ein gesteigerter Paketverkehr, da sich die Ladengeschäfte noch mit Weihnachtswaren versorgten und viele Versandgeschäfte, die im November ihre Preislisten verschickt hatten, erledigten die daraufhin eingetroffenen Bestellungen. Kurz vor dem Fest wurden dann die eigentlichen Weihnachtspakete, die Geschenkpakete, eingeliefert. Der Paketverkehr vom 19. bis 25. Dezember hatte mitunter insgesamt mehr als das Doppelte des gewöhnlichen Verkehrs betragen; doch war diese Weihnachtssteigerung in den einzelnen Gegenden Deutschlands in den 1920er Jahren noch sehr unterschiedlich. Die Deutsche Reichspost musste zur Bewältigung der außergewöhnlichen Paketmassen regelmäßig besondere Maßnahmen treffen. In den größeren Posthäusern waren in der Regel besondere Kellerräume als Weihnachtspackkammern freigehalten worden. Beförderungsmittel und Personal mussten verstärkt werden.

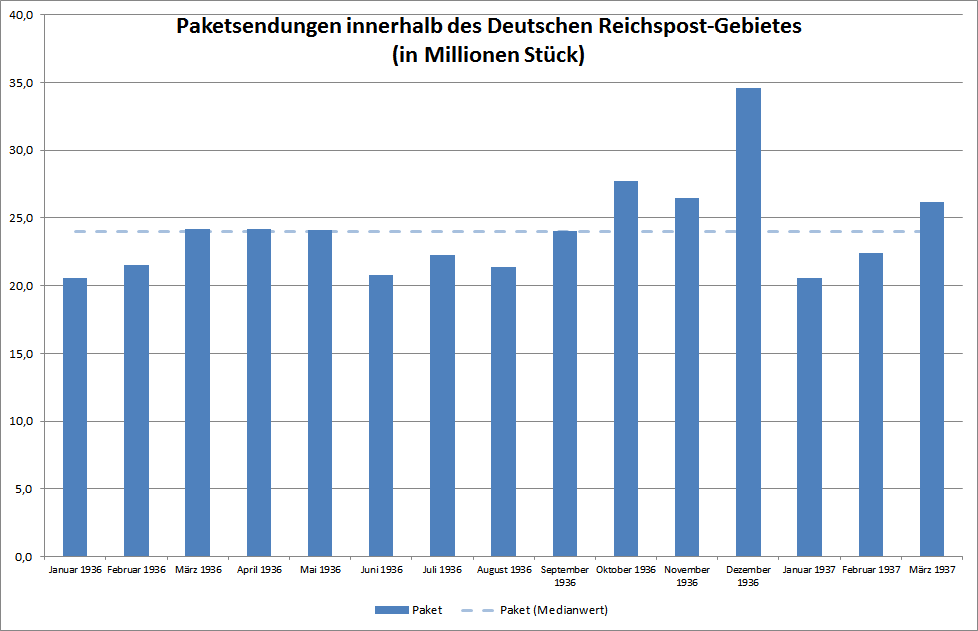
Paketsendungen innerhalb des Deutschen Reichspost-Gebietes von Januar 1936 bis März 1937 (in Mio. Stück)

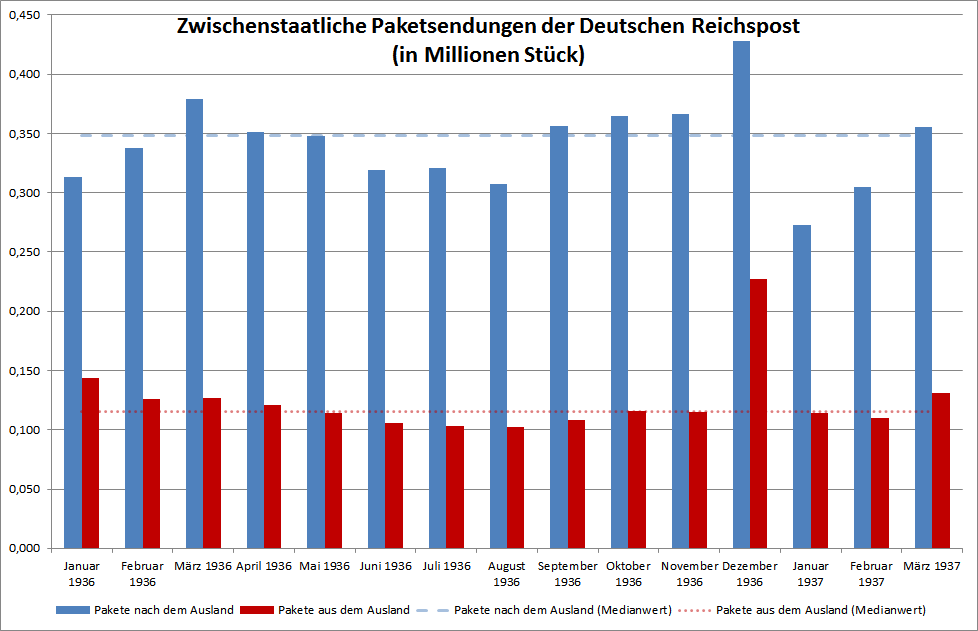
Zwischenstaatliche Paketsendungen der Deutschen Reichspost von Januar 1936 bis März 1937 (in Mio. Stück)

In einer Statistik, die die Deutsche Reichspost zwischen Januar 1936 und März 1937 erstellte, kann man den deutlichen Anstieg im Dezember beim Brief- und Paketverkehr erkennen.
| Monat/Jahr | Briefe (in Mio.) | Pakete (in Mio.) |
| ---------- | ---------------- | ---------------- |
| 01/1936    | 478              | 21,0             |
| 02/1936    | 457              | 22,0             |
| 03/1936    | 496              | 24,7             |
| 04/1936    | 507              | 24,6             |
| 05/1936    | 493              | 24,5             |
| 06/1936    | 490              | 21,2             |
| 07/1936    | 555              | 22,7             |
| 08/1936    | 522              | 21,9             |
| 09/1936    | 539              | 24,5             |
| 10/1936    | 566              | 28,3             |
| 11/1936    | 525              | 27,0             |
| 12/1936    | 638              | 35,1             |
| 01/1937    | 511              | 21,0             |
| 02/1937    | 505              | 22,9             |
| 03/1937    | 584              | 26,7             |

Im Zweiten Weltkrieg stieg die Anzahl der Feldpostpäckchen von November bis Januar im Vergleich zu den restlichen Monaten ebenfalls deutlich an. Dies dürfte aber auch der Tatsache geschuldet sein, dass von der Heimat Winterbekleidung an die Front geschickt wurde.

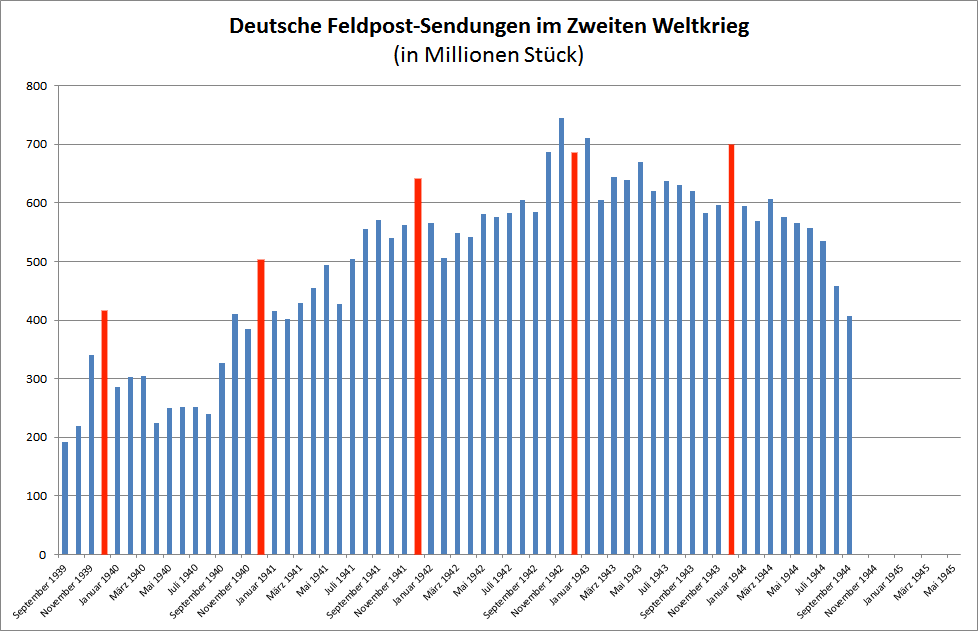
Monatsstatistik 1939–1944. Die Dezembermonate sind zur Verdeutlichung rot eingefärbt.

| Deutsche Feldpostsendungen im Zweiten Weltkrieg Sendungen (Nachrichtenpost und Päckchen) nach und aus dem Feld, in Millionen Stück \| Monat \| 1939 \| 1940 \| 1941 \| 1942 \| 1943 \| 1944 \| 1945 \| \| --------- \| ---- \| ---- \| ---- \| ---- \| ---- \| ---- \| ---- \| \| Januar \| – \| 285 \| 415 \| 565 \| 710 \| 595 \| ? \| \| Februar \| – \| 303 \| 402 \| 506 \| 605 \| 568 \| ? \| \| März \| – \| 305 \| 429 \| 549 \| 644 \| 606 \| ? \| \| April \| – \| 225 \| 455 \| 541 \| 639 \| 576 \| ? \| \| Mai \| – \| 250 \| 493 \| 581 \| 670 \| 566 \| ? \| \| Juni \| – \| 252 \| 427 \| 575 \| 620 \| 557 \| – \| \| Juli \| – \| 252 \| 504 \| 583 \| 637 \| 535 \| – \| \| August \| – \| 239 \| 555 \| 604 \| 631 \| 458 \| – \| \| September \| 192 \| 327 \| 571 \| 585 \| 620 \| 406 \| – \| \| Oktober \| 219 \| 327 \| 540 \| 687 \| 582 \| ? \| – \| \| November \| 340 \| 385 \| 562 \| 745 \| 596 \| ? \| – \| \| Dezember \| 416 \| 502 \| 640 \| 684 \| 698 \| ? \| – \| |      |      |      |      |      |      |      |
| Monat | 1939 | 1940 | 1941 | 1942 | 1943 | 1944 | 1945 |
| Januar | –    | 285  | 415  | 565  | 710  | 595  | ?    |
| Februar | –    | 303  | 402  | 506  | 605  | 568  | ?    |
| März | –    | 305  | 429  | 549  | 644  | 606  | ?    |
| April | –    | 225  | 455  | 541  | 639  | 576  | ?    |
| Mai | –    | 250  | 493  | 581  | 670  | 566  | ?    |
| Juni | –    | 252  | 427  | 575  | 620  | 557  | –    |
| Juli | –    | 252  | 504  | 583  | 637  | 535  | –    |
| August | –    | 239  | 555  | 604  | 631  | 458  | –    |
| September | 192  | 327  | 571  | 585  | 620  | 406  | –    |
| Oktober | 219  | 327  | 540  | 687  | 582  | ?    | –    |
| November | 340  | 385  | 562  | 745  | 596  | ?    | –    |
| Dezember | 416  | 502  | 640  | 684  | 698  | ?    | –    |

### 1950er Jahre

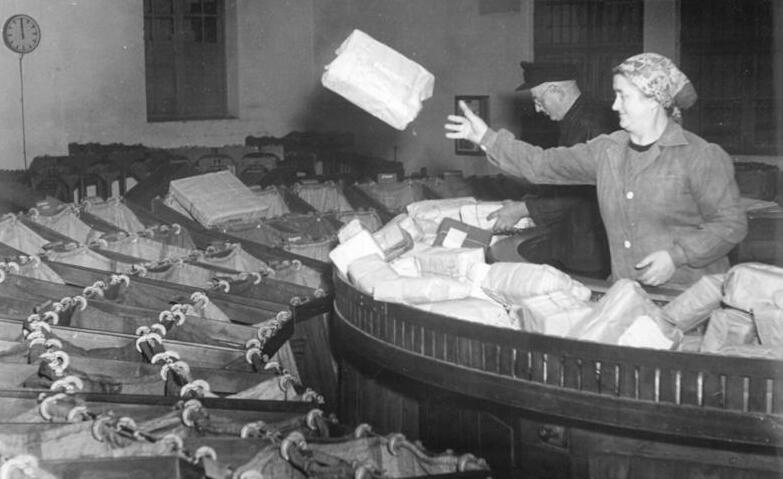
Hochbetrieb in der Päckchenverteilungsstelle des Postamtes Berlin O 17 (Deutsche Post der DDR,
20. November 1953)

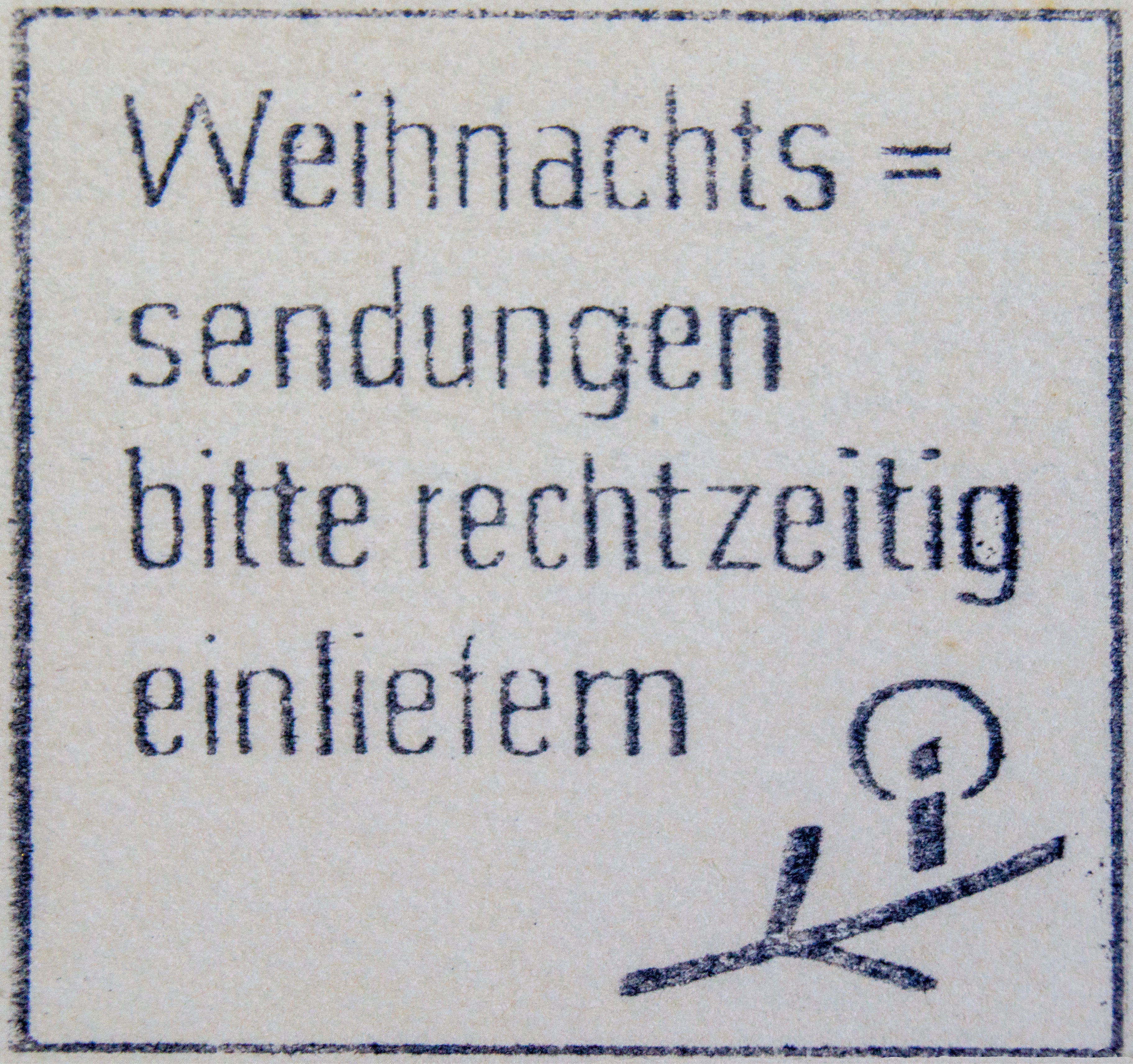
Nebenwerbestempel der Deutschen Bundespost vor Weihnachten 1960: „Weihnachtssendungen bitte rechtzeitig einliefern“.

Nach der Währungsreform im Juni 1948 in Westdeutschland wuchs bereits in den Folgejahren jeweils im Oktober der Paketverkehr stärker an, weil sich der Einzelhandel mit Waren für das Weihnachtsfest eindeckte. Diese Steigerung hielt bis in den November an. Im Dezember setzte dann der eigentliche Weihnachtsverkehr ein, an dem die großen Versandhändler, die im November ihre Preislisten und Produktkataloge verschickt hatten und nun die Bestellungen erledigten, in hohem Maß beteiligt waren. Aber auch die privaten Geschenkpakete nehmen nun im November von Tag zu Tag an Zahl zu. Obwohl viele Einlieferer mit einer längeren Beförderungsdauer als in Zeiten gewöhnlichen Verkehrs rechnen und ihre Pakete deshalb früher aufgeben und obwohl insbesondere die aus dem Bundesgebiet für die sowjetische Besatzungszone bestimmten zahlreichen Geschenkpakete, die wegen der beschränkten Postverbindungen lange Laufzeit haben, zumeist frühzeitig eingeliefert werden, erreicht der Weihnachtspaketverkehr erst seine Spitze in den Tagen vom 18. bis 24. Dezember. In dieser Zeit sind bis 1952 Steigerungen gegenüber dem gewöhnlichen Verkehr von 50 bis 150 % festgestellt worden.
Zur Bewältigung der außergewöhnlichen Paketmassen traf die Deutsche Bundespost alljährlich besondere Vorbereitungen. Schon im Herbst wurden mit der Bundesbahn Bahnpostwagen (Bpw) und Sackwagen-Läufe für den Weihnachtsverkehr verabredet und im Zusammenwirken zwischen den Bahnpostoberbetriebsleitungen, den Oberpostdirektionen und den hauptsächlich am Verkehr beteiligten Ämtern wurden Maßnahmen für die Beförderung und den Umschlag der Pakete vorbereitet. Bei den meisten Postämtern mussten Überstunden geleistet oder Personalverstärkungen vorgenommen werden; Paketannahme und -zustellung wurde nötigenfalls auch sonntags durchgeführt; Anmietung von Räumen und Fahrzeugen war oft notwendig.
Auch im Bundespostkalender war es regelmäßig Ende November ein Thema gewesen.

### 2000er Jahre
Die meisten Postunternehmen weisen bereits Anfang Dezember auf die entsprechenden Fristen hin und teilen nach den Festtagen in Pressemitteilungen mit, dass in der Weihnachtszeit meist das Doppelte der sonst üblichen Sendungsmenge verschickt wurde. Laut Bundesverband Paket und Expresslogistik (BIEK) entfallen bis zu 20 % aller Sendungen im Endkundengeschäft auf die letzten Wochen des Jahres.
Die Schweizerische Post beförderte von 2000 bis 2011 im weihnachtlichen Paketverkehr jährlich von Anfang Dezember bis zum Heiligen Abend rund 15 Millionen Pakete sowie rund 20 Millionen Briefe täglich. Während an normalen Arbeitstagen durchschnittlich gegen eine halbe Million Pakete die Sortieranlagen der drei Paketzentren/Sortierzentren in Daillens, Frauenfeld und Härkingen durchlaufen, waren es an den Spitzentagen vom 13. bis 21. Dezember 2005 jeweils über eine Million Pakete. Seitdem steigt der Paketverkehr an. Im Jahre 2012 waren es 16 Millionen Pakete und 20 Millionen Briefe täglich. 2013 bereits 17 Millionen Pakete und 30 Millionen Briefe. Vom 1. Dezember bis zum Weihnachtstag 2014 verarbeitete die Schweizerische Post rund 18 Millionen Pakete.
Nach einem starken Wachstum 2015 rechnen die führenden Zusteller in Deutschland auch 2016 mit einem Ansturm im Paketgeschäft. Mehr als 20.000 Aushilfskräfte stellen allein die vier größten Paketdienstleister nach eigenen Angaben vorübergehend ein, um eine reibungslose Zustellung zu garantieren. Rund die Hälfte davon entfällt auf die Deutsche Post. DPD Deutschland will rund 4000 Aushilfsjobs bereitstellen, die beiden anderen Paketunternehmen sind: Hermes und GLS. Treiber der Entwicklung ist und bleibt der boomende Online-Handel, der sich in diesem Jahr nach Einschätzungen des Handelsverbandes Deutschland um rund 11 Prozent auf rund 44 Milliarden Euro erhöhen soll.

#### Situation ab 2020
Bedingt durch die seit 2020 andauernde COVID-19-Pandemie und den damit zum Teil geschlossenen Geschäften hat der Versandhandel nicht nur zur Weihnachtszeit extrem zugenommen, sondern generell. Die Deutsche Post hat nach eigenen Angaben in den Wochen vor Heiligabend 2020 bundesweit bis zu 61 Millionen Paketsendungen sortiert. Zum Vergleich die stärkste Woche 2019 lag bei 47 Millionen Paketen.

## Sonstiges

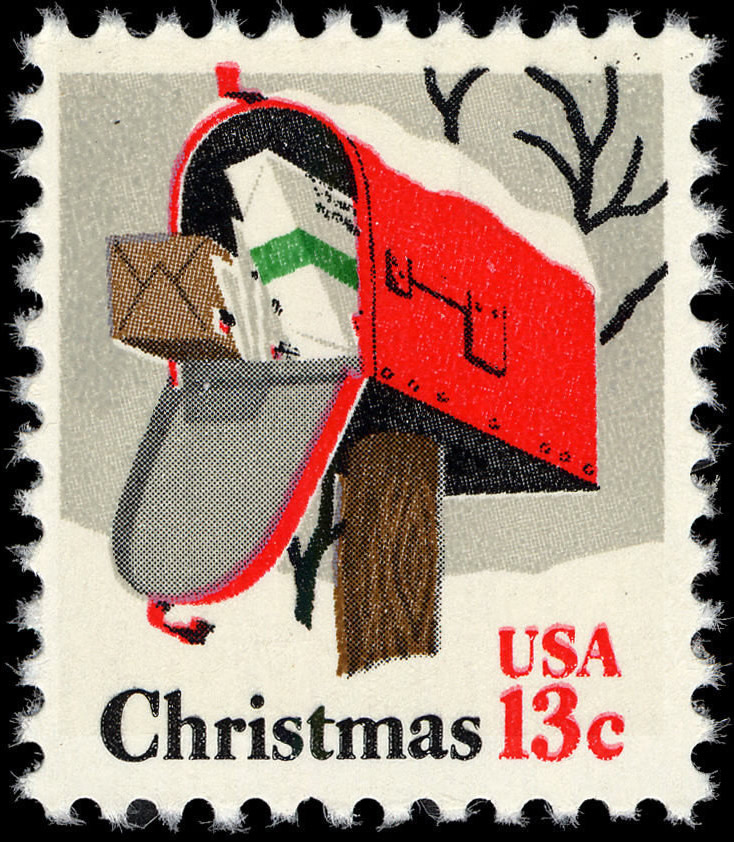
Hausbriefkasten an Weihnachten in den Vereinigten Staaten auf einer Briefmarke von 1977

- Bereits in der Adventszeit schreiben viele Kinder an den Nikolaus, das Christkind oder den Weihnachtsmann. Diese Briefe werden im Weihnachtspostamt beantwortet.
- In der Schweiz bot die Post 1996 und 1997 die Colis Noël (Weihnachtspäckli-Aktion) an, hier konnten Privatpersonen ihre Weihnachtspakete zu vergünstigten Preisen verschicken.[20] Ebenfalls als „Weihnachtspäckli-Aktion“ wird in der Schweiz die Wohltätigkeitsaktion 2 x Weihnachten bezeichnet, die Bedürftige in Ost- und Südosteuropa unterstützt.[21]
- Eine weitere Wohltätigkeitsaktion ist die Herausgabe von Weihnachtsbriefmarken:
  - Weihnachtsmarken der Bundesrepublik Deutschland
  - Weihnachtsmarken der Deutschen Bundespost
  - Weihnachtsmarken der Deutschen Bundespost Berlin